# Ajax: Daar hoorden zij engelen zingen
Ajax: Daar hoorden zij engelen zingen is een Nederlandse sportdocumentaire over Ajax in het seizoen 1999/2000, geregisseerd door Roel van Dalen.

## Verhaallijnen
- Het eerste elftal
- De jeugdelftallen
- Voetbalkamp in Ghana

## Cast
- Danny Blind
- Cristian Chivu
- Bobby Haarms
- Hans Westerhof
- Jan Wouters
- Richard Witschge
- Nikos Machlas

Ook in deze film: jeugdspelers die later zouden doordringen tot de eerste elftallen van clubs in de Eredivisie:
- Gregory van der Wiel
- Mitchell Donald
- Jeffrey Sarpong
- Donovan Slijngard
- Nordin Amrabat
- Evander Sno
- Jeremain Lens
- Johnny Heitinga (ballenjongen Ajax–Willem II)
- Roly Bonevacia

## Trivia
- Sommige bioscopen hadden de film van de agenda geschrapt, na dreigementen van rivaliserende clubsupporters om vernielingen aan te richten wanneer de film zou worden vertoond.
- De titel, Daar hoorden zij engelen zingen, is ontleend aan een supporterslied:

De herdertjes lagen bij nachten.
Zij lagen bij nacht in het veld.
Daar hoorden zij engelen zingen
Ajax! Ajax! Ajax!